# Héctor Quintana
Pour les articles homonymes, voir Quintana.
 (janvier 2025).
Si vous disposez d'ouvrages ou d'articles de référence ou si vous connaissez des sites web de qualité traitant du thème abordé ici, merci de compléter l'article en donnant les références utiles à sa vérifiabilité et en les liant à la section « Notes et références ».
Quintana  Vidal est un nom espagnol. Le premier nom de famille, en général paternel, est Quintana ; le second, en général maternel, souvent omis, est Vidal.
Héctor Quintana , né le 12 mai 2002, est un coureur cycliste chilien. Par trois fois, il remporte le championnat panaméricain du contre-la-montre espoirs, en 2021,, en 2023 et en 2024.

## Palmarès et résultats

### Par année
- 2021
  -  Champion panaméricain du contre-la-montre espoirs
  -  Champion du Chili sur route espoirs
  -  Champion du Chili du contre-la-montre espoirs
  - Vuelta Maule Sur  :
    - Classement général
    - 1re étape (contre-la-montre)
- 2022
  -  Champion du Chili du contre-la-montre espoirs
  - Vuelta Maule Sur  :
    - Classement général
    - 3e étape (contre-la-montre)
- 2023
  -  Champion panaméricain du contre-la-montre espoirs
  -  Champion du Chili du contre-la-montre espoirs
  - 1re étape de la Vuelta del Porvenir San Luis
  - 2e du championnat du Chili sur route espoirs
- 2024
  -  Champion panaméricain du contre-la-montre espoirs
  - Vuelta Maule Centro
  - Ascensión Nevados de Chillán
- 2025
  -  Champion du Chili sur route
  -  Champion du Chili du contre-la-montre
  - 5e étape du Tour de San Juan
  - Ascensión Nevados de Chillán

### Classements mondiaux
| Année                                 | 2021 | 2022 | 2023 | 2024  |
| ------------------------------------- | ---- | ---- | ---- | ----- |
| Classement mondial                    | nc   | 984e | 625e | 1115e |
| UCI America Tour                      | 65e  | 109e | 75e  | nc    |
|                                       |      |      |      |       |
| Légende : nc = non classéSource : UCI |      |      |      |       |